# Józef Nycz
Józef Mieczysław Nycz (ur. 30 marca 1908 w Klimkówce, zm. wiosną 1940 w Charkowie) – polski prawnik, urzędnik, podporucznik rezerwy piechoty Wojska Polskiego, ofiara zbrodni katyńskiej.

## Życiorys
Urodził się 30 marca 1908 w Klimkówce w nauczycielskiej rodzinie jako syn Pawła i Leontyny z domu Szatyńskiej. Jego ojciec był kierownikiem Szkoły Powszechnej w Klimkówce, a matka nauczycielką. Miał pięcioro rodzeństwa. Józef Nycz pobierał nauki w szkole klimkowskiej, następnie w Gimnazjum Męskim w Sanoku. Naukę gimnazjalną wraz z uzyskaniem matury dokończył we Lwowie. Tam przeniosła się jego rodzina z uwagi na wyższy poziom szkolnictwa i perspektywy edukacyjne dla dzieci. Wsparcia udzielił wówczas rodzinie Nyczów ks. prof. Kazimierz Wais, wykładowca i rektor Uniwersytetu im. Jana Kazimierza we Lwowie i rektor Lwowskiego Seminarium Duchownego. Józef Nycz ukończył studia prawnicze na Wydziale Prawa i Umiejętności Politycznej Uniwersytetu im. Jana Kazimierza we Lwowie
Służbę wojskową odbył w Batalionie Podchorążych Rezerwy Piechoty Nr 5 w Krakowie, którego był absolwentem w 1932. Otrzymał awans do stopnia podporucznika ze starszeństwem od 1 stycznia 1934. Został przydzielony do 26 pułku piechoty. Następnie w jego szeregach odbywał ćwiczenia wojskowe na stanowisku dowódcy plutonu.
Zawodowo pracował jako naczelnik III Oddziału Izby Skarbowej we Lwowie.
W 1939 zmobilizowany, walczył w kampanii wrześniowej, uczestniczył w obronie Lwowa. Po agresji ZSRR na Polskę i kapitulacji Lwowa przed Armią Czerwoną został wbrew warunkom kapitulacji miasta wzięty do niewoli sowieckiej i przewieziony do obozu w Starobielsku. Wiosną 1940 został zamordowany przez funkcjonariuszy NKWD w Charkowie na mocy decyzji Biura Politycznego KC WKP(b) z 5 marca 1940 i pogrzebany w bezimiennej zbiorowej mogile w Piatichatkach, gdzie od 17 czerwca 2000 mieści się oficjalnie Cmentarz Ofiar Totalitaryzmu w Charkowie. Figuruje na Liście Starobielskiej NKWD, pod poz. 2423.
5 października 2007 minister obrony narodowej Aleksander Szczygło – decyzją nr 439/MON – mianował go pośmiertnie na stopień porucznika. Awans został ogłoszony 10 listopada 2007 w Warszawie, w trakcie uroczystości „Katyń Pamiętamy – Uczcijmy Pamięć Bohaterów”.

## Upamiętnienie
14 kwietnia 2012, w ramach akcji „Katyń... pamiętamy” / „Katyń... Ocalić od zapomnienia”, przy cmentarzu rzymskokatolickm parafii św. Wawrzyńca w Rymanowie został zasadzony Dąb Pamięci honorujący Józefa Nycza.
Na Cmentarzu Parafialnym w Klimkówce (sektor IV grób 639) znajduje się ufundowana przez Sołectwo Klimkówka płyta pamiątkowa poświęcona por. Józefowi Nyczowi.